# Stasis dermatitida

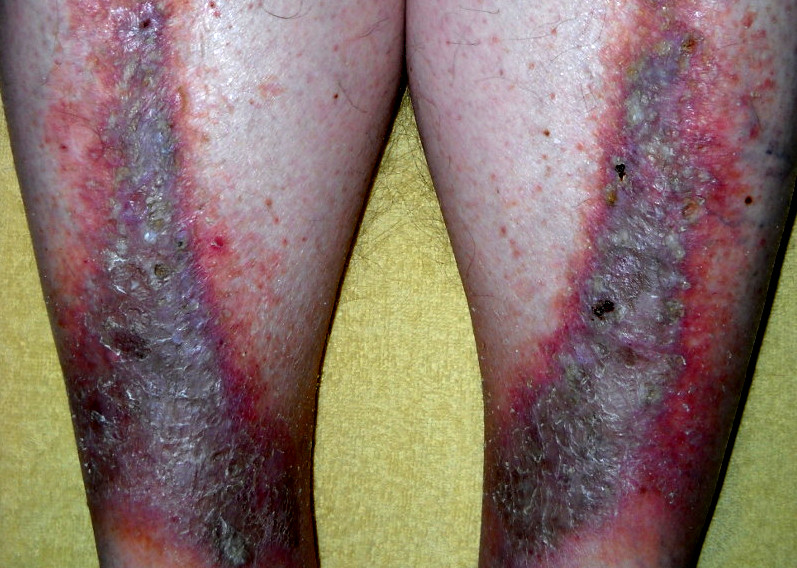
Stasis dermatitida (gravitační ekzém)

Stasis dermatitida (lat. statis dermatitis), nazývaná též gravitační dermatitida, gravitační ekzém, hypostatický ekzém, varikózní ekzém či dermatitida ze stázy je zánětlivé kožní onemocnění, které nejčastěji sekundárně vzniká při chronické žilní insuficienci. Přítomnost ani intenzita statis dermatitidy ale nekorelují se závažností žilní insuficience. Mnoho pacientů nemá varixy ani žilní problémy. Pravděpodobně více působí patogeneticky zvýšená perfuze končetiny a snížená difuze kyslíku a živin. 

## Klinický obraz
Statis dermatitida se projevuje suchou, svědící kůží v oblasti bérců, která má nejprve růžovou barvu. Jak onemocnění postupuje, sytost barvy se zvyšuje, postižené plochy mokvají a jsou čím dál tím větší. Statis dermatitida často postihuje spodní třetinu bérce a nárt nohy. 

## Rizikové faktory
Rizikové faktory jsou podobné, jako u chronické žilní insuficience, tj. dlouhodobé sezení či stání, diabetes mellitus, ischemická choroba dolních končetin, obezita, aj.

## Terapie
Léčba se může skládat z aplikace krémů na bázi steroidů a používání kompresních punčoch.